# Oxford Centre for Hindu Studies
Das Oxford Centre for Hindu Studies, gegründet 1997 und mit Sitz in Oxford, England, ist eine Forschungsakademie, die sich auf das Studium und die Lehre der hinduistischen Kulturen Indiens und Nepals konzentriert. Ziel ist es, die hinduistische Gemeinschaft zur akademischen Auseinandersetzung mit ihren eigenen Traditionen und Kulturen zu ermutigen. Von 2006 bis 2020 hatte sie den Status eines „anerkannten unabhängigen Zentrums“, das mit der University of Oxford zusammenarbeitet.

## Geschichte und Gründung
Das Oxford Centre for Hindu Studies wurde 1997 als eine unabhängige akademische Einrichtung innerhalb der Universität Oxford gegründet. Bei seiner Gründung war das OCHS für kurze Zeit unter dem Namen Oxford Centre for Vaishnava and Hindu Studies (OCVHS) bekannt. Die Ausrichtung des Zentrums auf vaishnavische Traditionen spiegelte die Tatsache wider, dass sein Gründungsdirektor, Shaunaka Rishi Das, ein vaishnavischer Priester ist. Mit dem Wachstum des Zentrums wurde es inklusiver und weitete seinen Fokus auf das gesamte Feld der Hindustudien aus, was schließlich zur Umbenennung führte. Das Zentrum begann in einem Vorstadthaus in der Divinity Road mit drei Studierenden und einer kleinen Bibliothek gespendeter Bücher. Inzwischen ist es in ein größeres Büro in der Magdalen Street in Oxford umgezogen.

## Forschung
Forschungsprojekte am OCHS fallen unter die vier allgemeinen Kategorien Hinduismus und Moderne, Klassischer Hinduismus, Religiöser Dialog und Interaktion und Historische Perspektiven auf hinduistische Kulturen.

### Aktuelle Projekte

#### Bengali Vaishnavism in the Modern Period
Dieses Projekt unternimmt eine interdisziplinäre Untersuchung des modernen bengalischen Vaishnavismus vom mittleren 18. bis zum mittleren 20. Jahrhundert. Ein Teil dieser Arbeit umfasst das Kartieren, Sammeln und Übersetzen relevanter Literatur aus diesem Zeitraum. Das Projekt wurde mit einem Workshop am Worcester College (2015) gestartet, zu dem ein Sammelband veröffentlicht wurde.

#### Bhagavata Purana Project
Dieses Forschungsprojekt untersucht das Bhagavatapurana im Zusammenhang mit seinem historischen Kontext und bündelt bisherige wissenschaftliche Arbeiten zu diesem Text. Die erste Phase führte zur Veröffentlichung eines Sammelbands mit dem Titel Bhagavata: The Bhāgavata Purāṇa: Sacred Text and Living Tradition (2013) sowie einer kommentierten und gekürzten Übersetzung des Bhagavatapurana (2016), beide herausgegeben von der Columbia University Press. Die zweite Projektphase war durch eine große internationale Konferenz in Chennai in Zusammenarbeit mit der University of Madras gekennzeichnet, die das Netzwerk der Fachwissenschaftler zusammenbrachte. Das Bhandarkar Oriental Research Institute hat in Kooperation mit dem OCHS eine Datenbank zu Manuskripten und Sekundärliteratur des Bhagavatapurana erstellt und arbeitet an einer kritischen Edition des Textes.

#### Shakta Traditions Project
Das Projekt zu den Shakta-Traditionen verfolgt einen interdisziplinären Ansatz zur Untersuchung der Verehrung der Göttin (Devi) innerhalb der brahmanischen Gemeinschaft, in tantrischen Praktiken und auf dörflicher Ebene. Ziel des Projekts ist es, der Tradition innerhalb des religiösen Kontexts Indiens Raum zu verschaffen, indem ihre Theologie, Textüberlieferung, historische Entwicklung und ihr Verhältnis zu parallelen Traditionen wie dem Shaivismus definiert werden. Im Jahr 2018 gründete Bjarne Olesen ein Studien- und Forschungszentrum für das Projekt in Kathmandu mit dem Schwerpunkt auf Manuskriptsammlung, -erhaltung und Feldforschung. Das Projekt entstand aus einem Memorandum of Understanding zwischen dem OCHS und der Universität Aarhus und wird als Kooperation zwischen beiden Institutionen durchgeführt.

#### The Goswami Project
Dieses Projekt untersucht die Entstehungszeit des Gaudiya Vaishnavismus durch die Erforschung der Sanskrit-Schriften der Goswamis, einer Gruppe früher Anhänger von Krishna Chaitanya, deren Werke das theologische Fundament der Gaudiya-Vaishnava-Tradition bilden. Im Mittelpunkt des Projekts stehen kritische Editionen und Übersetzungen wichtiger Texte der Goswamis. Weitere Teilbereiche des Projekts befassen sich mit der Beziehung des frühen Gaudiya Vaishnavismus zu zeitgenössischen Vaishnava-Schulen, der Theologie von Autoren, die die Goswamis inspirierten, der Weiterentwicklung ihrer Lehren durch spätere Vaishnavas sowie der materiellen Kultur der frühen Gaudiyas. Das Projekt wurde mit einem zweitägigen Workshop mit dem Titel The Building of Vrindavana (2017) gestartet.

### Konferenzen
Das Zentrum veranstaltet interdisziplinäre Konferenzen und Symposien.
Die Shivdasani-Konferenzen bündelten die Arbeiten, die in verschiedenen Projekten durchgeführt wurden. Die erste Konferenz (2007) fand am Trinity College statt und trug den Titel Archaeology and Text: The Temple in South Asia. Sie diente der Einführung des Archaeology and Text Project des Zentrums. Die Tagungsakten wurden 2009 von der Oxford University Press veröffentlicht. Die zweite Shivdasani-Konferenz (2009) – Thinking Inside the Box: The Concept of a Category in Indian Philosophy – fand am Somerville College statt. Sie untersuchte sprachliche, ästhetische und ontologische Kategorien, wie sie in indischen Philosophieschulen erscheinen, und brachte diese Ideen gleichzeitig in einen Dialog mit westlichen Methoden. Diese Konferenz markierte auch den Beginn des Forschungsprojekts „Kategorien in der indischen Philosophie“.
Das Zentrum veranstaltete mehrere Konferenzen und Symposien im Rahmen des Projekts zu den Shakta-Traditionen. Die erste internationale Konferenz zu den Shakta-Traditionen (2011) fand mit etwa fünfzig Teilnehmenden und zwölf Fachwissenschaftlern statt. Weitere Symposien zur Shakta-Tradition fanden 2017 und 2018 statt.
Zur Weiterentwicklung des Bhagavata-Purana-Projekts veranstaltete das OCHS eine Konferenz in Chennai in Zusammenarbeit mit der University of Madras und der C.P. Ramaswami Aiyar Foundation mit dem Titel The Bhāgavata Purāṇa: History, Philosophy, and Culture (2017). Zur offiziellen Einführung des Gosvami-Era-Projekts wurde ein zweitägiger Workshop mit dem Titel The Building of Vrindavana (2017) in Oxford veranstaltet. Das OCHS organisierte zudem Konferenzen zur vergleichenden Theologie – insbesondere eine Konferenz zu Desire in Christianity and Indian Religions (2007) und eine zu Surrender to God in Islam, Christianity, and Hinduism (2008).

## Bildung
Die meisten Studierenden sind Mitglieder von Colleges der Universität Oxford und absolvieren Studiengänge in den Fakultäten für Theologie und Religionswissenschaft, Orientalistik oder Geschichte und Anthropologie. Seit 1997 lädt das Zentrum Wissenschaftler ein, um an der Universität Oxford Vorlesungen und Tutorien zu halten. Dazu gehören Empfänger der Shivdasani- und der J.P. und Beena Khaitain-Gastdozenturen, wobei das Shivdasani-Stipendium indische Wissenschaftler unterstützt und das J.P. und Beena Khaitan-Stipendium Gelehrten aus anderen Regionen den Aufenthalt in Oxford ermöglicht. Auf diese Weise fördert das Zentrum den intellektuellen Austausch zwischen verschiedenen Lernkulturen. Das Zentrum bietet regelmäßig interdisziplinäre Vorlesungen und Seminare in Oxford an, darunter die benannten Majewski-, Wahlstrom- und Ford-Vorträge.
Eines der ältesten Austauschprogramme des Zentrums besteht mit der Universität Aarhus, das seit Oktober 2014 nahezu jedes Semester aktiv ist. Bjarne Wernicke-Olesen, ein Fellow des OCHS, etablierte das Memorandum of Understanding mit der Abteilung für Religionswissenschaft der Universität Aarhus, die den Austausch ermöglichte. Dänische Gaststudierende werden für ein oder mehrere Semester am Zentrum aufgenommen, um ihre Sanskritkenntnisse zu vertiefen. Gelegentlich beherbergte das Zentrum größere Gruppen von Aarhus-Studierenden. Im Frühjahr 2016 fand während eines solchen Besuchs ein zweitägiges Seminar zur Hathapradipika statt.

### Abteilung für Weiterbildung
Seit 2003 erleichtert die OCHS-Abteilung für Weiterbildung (Continuing Education Department, CED) Erwachsenen im Vereinigten Königreich den Zugang zu Hinduismus-Studien an verschiedenen Standorten sowie online für ein internationales Publikum.
Die Online-Kurse des Zentrums befassen sich mit hinduistischen Glaubensvorstellungen und Praktiken sowie mit Fragen hinduistischer Identität im Leben heutiger Gläubiger. Angeboten werden Kurse wie „Einführung in das Sanskrit“, „Hinduismus und heiliger Klang: Gesang und Musik“ sowie „Philosophie des Yoga“. Die Kurse werden in Zusammenarbeit mit internationalen Wissenschaftlern entwickelt. Im Jahr 2018 waren 734 Studierende im Online-Programm eingeschrieben.
Neben Online-Kursen bietet das Zentrum auch Tagesseminare und Sommerkurse an. Tagesseminare in London behandelten Themen wie Bhakti und die Upanishaden in komprimierter Form. Das OCHS organisiert außerdem seit 2014 jährlich Sommerkurse, die jeweils etwa drei Tage dauern.

### Bibliothek
Die Bibliothek umfasst eine Sammlung von rund 25.000 Bänden, die überwiegend durch Spenden eingegangen sind und sich auf das Studium der hinduistischen Kultur, Religion, Sprachen, Literatur, Philosophie, Künste und Gesellschaft konzentrieren. Schwerpunkte der Sammlung sind Sanskrit-Grammatik, Poetik, Philosophie, Theologie, vergleichende Theologie und Religionswissenschaft.

## Veröffentlichungen

### Journal of Hindu Studies
Seit 2008 veröffentlicht das Zentrum in Zusammenarbeit mit Oxford University Press das Journal of Hindu Studies. Die Zeitschrift ist vollständig peer-reviewed. Ziel der Zeitschrift ist es, ein Forum für kritischen und konstruktiven interdisziplinären Diskurs zu schaffen, das zentrale Fragen und Meta-Themen im sich entwickelnden Bereich der Hindu-Studien erforscht.
Die Zeitschrift erscheint derzeit dreimal im Jahr, wobei eine Ausgabe von einem Gast herausgegeben wird und eine für Beiträge offen ist. Jede Ausgabe enthält etwa sechs Artikel sowie Buchrezensionen, gelegentliche Übersichtsartikel und Berichte über laufende Arbeiten. Die dritte Ausgabe veröffentlicht in der Regel Konferenz- und Panelbeiträge. Die ersten beiden Ausgaben konzentrieren sich auf ein gemeinsames übergeordnetes Jahresthema. Diese Themen befassen sich mit theoretischen Meta-Fragen, die für alle Bereiche der Hindu-Studien relevant sind, und verknüpfen Wissenschaftler im interdisziplinären Dialog. Bisherige Themen waren: Hermeneutik und Interpretation, Ästhetik und Kunst sowie Vernunft und Rationalität. Die in der Zeitschrift vertretenen Disziplinen umfassen derzeit Geschichte, Philologie, Literatur und Kunst, Philosophie, Anthropologie, Soziologie, Archäologie und Religionswissenschaft.
Die Herausgeber der Zeitschrift sind James Madaio, Gavin Flood, Jessica Frazier und Rembert Lutjeharms.

### Hindu Studies Buchreihe
Die Hindu Studies Buchreihe des OCHS ist eine Kooperation mit dem Verlag Routledge. Die Reihe veröffentlicht Bücher zu konstruktiven theologischen, philosophischen und ethischen Forschungen im Hinduismus, mit dem Ziel, hinduistische Traditionen in den Dialog mit aktuellen wissenschaftlichen und gesellschaftlichen Entwicklungen zu bringen. Dies umfasst kommentierte Übersetzungen bedeutender Primärquellen sowie Studien zur Geschichte hinduistischer religiöser Traditionen.
Herausgeber der Reihe ist der akademische Direktor des Zentrums, Professor Gavin Flood. Der vorherige Herausgeber war Professor Francis X. Clooney, SJ, von der Harvard University, 2003–2005. Professor Clooney war von 2002 bis 2004 auch akademischer Direktor des Zentrums.

### Archaeology and Religion in South Asia
Das Zentrum initiierte in Zusammenarbeit mit Routledge die Buchreihe „Archaeology and Religion in South Asia“. Diese Reihe veröffentlicht Werke, die Fragen von Religion und Gesellschaft in Südasien anhand archäologischer Belege untersuchen. Grundlage der Reihe ist ein Ansatz, der auf der genauen Analyse von Inschriften, Ikonografie, Numismatik und archäologischen Überresten (insbesondere von Schreinen und heiligen Stätten) basiert. Herausgeber der Reihe ist Professor Himanshu Prabhu Ray, emeritierter Professor an der Jawaharlal Nehru University und ehemaliger Shivdasani Visiting Fellow.

### Online-Vorlesungsbibliothek
Das OCHS verfügt über eine Online-Bibliothek mit Hunderten von MP3-Aufnahmen von Vorlesungen und Seminaren. Diese Sammlung enthält Einführungsvorträge zu zentralen hinduistischen Themen, Texten und Traditionen; Einzelvorträge über Themen wie Frauen im Mahabharata oder Poesie in den Veden; Diskussionen mit jüdischen, muslimischen und christlichen Wissenschaftlern sowie Seminare über das Hindi-Kino. Das OCHS veröffentlicht auch Podcasts. Der wöchentliche Vorlesungspodcast hatte 2007 über 15.000 Abonnenten.